# あんみつ

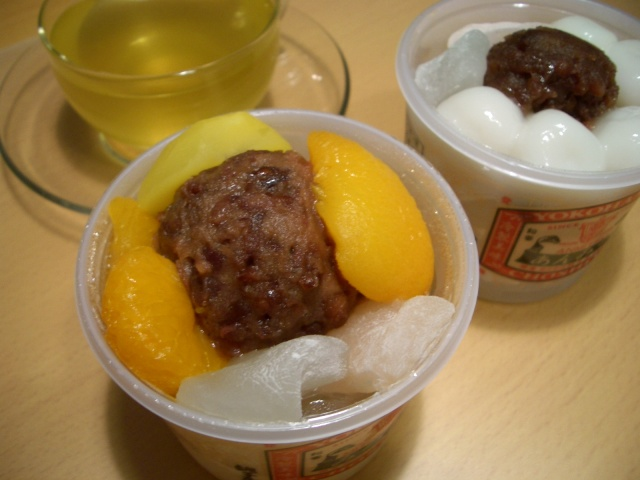
あんみつ
（横浜・伊勢佐木町）

あんみつ（餡蜜）は、みつまめに餡を盛った和菓子。賽の目（細かい立方体）状に切った寒天に、茹でて冷やした赤エンドウマメ、小豆餡、求肥、干し杏子などをのせ、みつ（黒蜜や白蜜）をかけて食べる。
1930年に銀座のしるこ屋「若松」の森半次郎（2代目）によって考案された。「若松」では現在も「元祖あんみつ」として提供している。四季を問わず販売・提供されているが、特に夏の風物詩として知られており、みつまめと共に夏の季語に分類されている。

## バリエーション

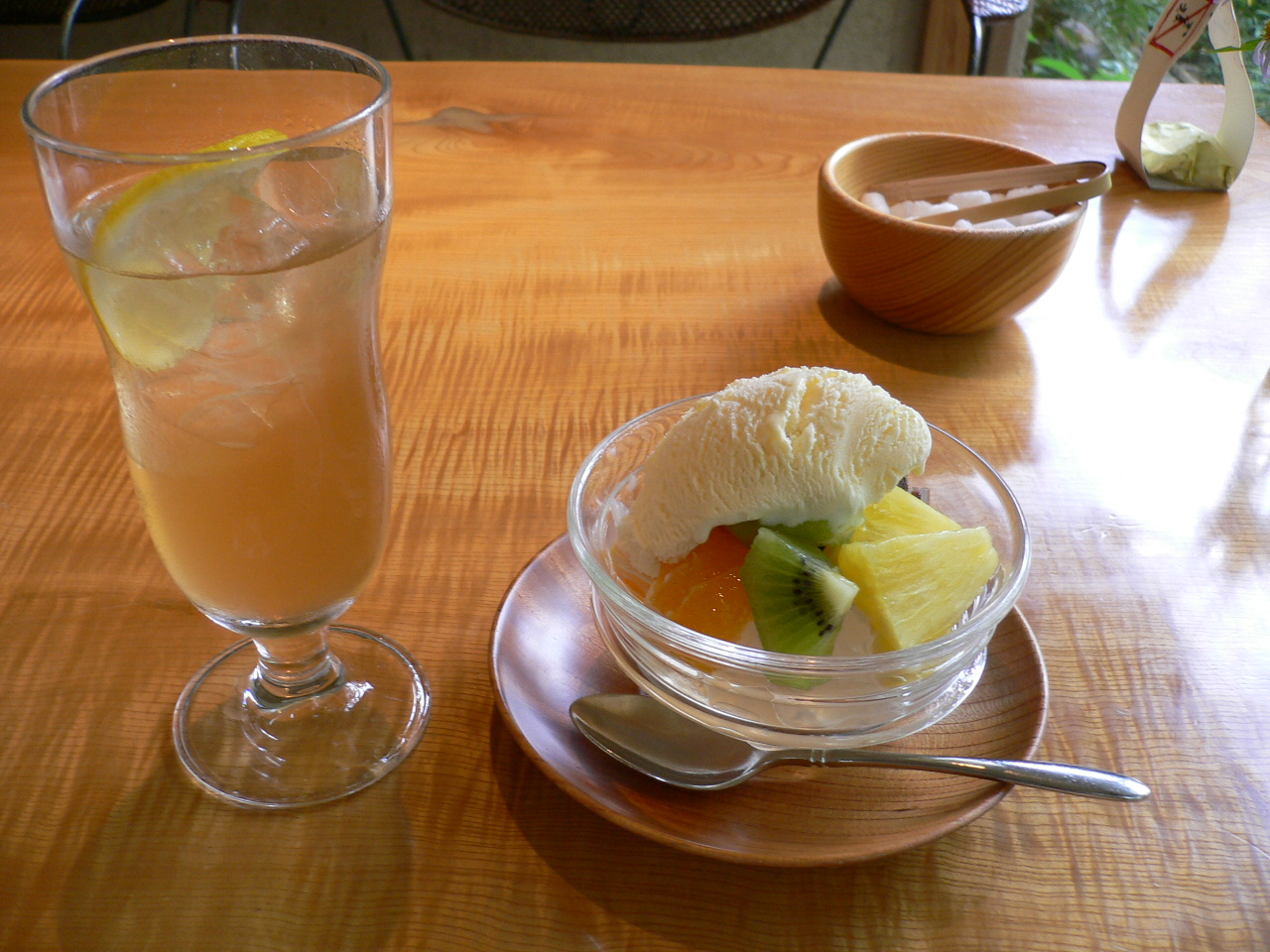
アイスクリームあんみつ

あんみつには みつまめと同様、様々なバリエーションが存在する。
クリームあんみつ
ホイップした生クリーム、もしくはアイスクリーム（またはソフトクリーム）をのせたもの
白玉あんみつ
白玉をのせたもの
フルーツあんみつ
カットした生の果物や缶詰の果物（キウイフルーツ、サクランボ、パイナップル、ミカン、桃など）をのせたもの